# Alvear Tower
L'Alvear Tower Puerto Madero è un grattacielo della capitale argentina Buenos Aires. Situato nel barrio di Puerto Madero, è il più alto grattacielo del Paese.

## Storia
La costruzione dell'edificio iniziò nel marzo 2012 e fu terminata nel 2019. Progettato dallo studio di architettura Pfeifer-Zurdo per il Grupo Alvear, proprietario dell'Alvear Palace Hotel, occupa il sito che in precedenza era stata destinato all'Unique Hotel, un progetto, poi tramontato nel 2008 in seguito alla grande recessione, del gruppo spagnolo Rayet.